# Manuel Tomás Maldonado
Manuel Tomás Maldonado Carbo (Gobierno de Guayaquil, 18 de diciembre de 1812 - Quito, 30 de agosto de 1864) fue un militar, político y prócer de la independencia del ecuador,participando en diferentes batallas de la Independencia de Guayaquil y Quito,formaría parte del ejército del general Juan José Flores y Antonio José de Sucre en la guerra grancolombo-peruana,sería uno de los militares más destacado en el recién formado Estado del Ecuador, teniendo una participación activa en la Guerra del Cauca, la Revolución de los Chihuahuas, la revolución marcista, la revolución de 1851, la guerra civil 1859 - 1859, y la guerra colombo-ecuatoriana, en el año 1864 tras insubordinarse en contra de las fuerzas armadas del presidente Gabriel García Moreno y apoyar al exiliado expresidente José María Urbina,en un fallido golpe de Estado en contra del gobierno fue condenado a la pena del fusilamiento.

## Biografía
Nació el 18 de diciembre de 1812 en la ciudad de Guayaquil bastión del Virreinato de Nueva Granada, hijo de criollos adeptos a los ideales de la ilustración del doctor Eugenio Espejo,desde pequeño sería testigo del movimiento independentista de la mano del abogado José Joaquín de Olmedo y José de Antepara.

## Campañas independentistas
A pesar de no cumplir la mayoría de edad para formar parte del ejército patriota esto no fue impedimento para ser parte del movimiento revolucionario en Guayaquil, influenciado por la campañas del marqués Juan Pio Montufar y su hijo el general Carlos de Montúfar,se unió a las filas de los próceres José Villamil, Antonio Elizalde y León de Febres Cordero.

### Independencia de Guayaquil
El éxito de las campañas independentistas del general Simón Bolívar, llevó a que el abogado José Joaquín de Olmedo juntando el apoyo del general José Villamil y el periodista José de Antepara para poner en marcha el proceso independista en la ciudad de Guayaquil el cual se consolidó el 9 de octubre de 1820 con la creación de la Provincia Libre de Guayaquil y la derrota del ejército realista de Juan de Urbina, posteriormente formaría parte del batallón del general Luis Urdaneta en la Batalla del Camino Real.

### Independencia de Quito
Consolidada la independencia de Colombia el general Simón Bolívar envió a su mejor amigo y militar en combate el general Antonio José de Sucre a Guayaquil a reunirse con el abogado José Joaquín de Olmedo,para derrotar a las fuerzas realistas del gobernador Melchor Aymerich y anexar Guayaquil a la Gran Colombia, tras acordar el apoyo militar el general Antonio José de Sucre puso en marcha la campaña por la independencia de Quito, formó parte de los batallones patriotas participando en las batallas de Yaguachi, Huachi, Riobamba y Pichincha.

## Época Gran Colombina
Derrotado el ejército español tras la victoria de Pichincha como la anexión de la provincia de Quito a la Gran Colombia, por disposición de sus padres se abstuvo de participar en la campaña de independencia de Perú se quedaría en el Distrito del Sur, influenciado por su padre buscaría ejercer la carrera de abogado.

### Guerra Grancolombo-peruana
A pesar de consolidar la independencia en los territorios del Virreinato de Nueva Granada y el Virreinato del Perú, el general Simón Bolívar ajeno a las advertencias del general José de San Martín de la fuerte influencia de las castas realistas en lima, debió asumir el cargo de dictador del Perú aunado a la creciente oposición de sus antiguos aliados en el Distrito del Centro como del Norte, y el rechazo por la creación de la República de Bolívar, Simón Bolívar tratando de sofocar las revueltas en la Gran Colombia salió de Perú,lo cual fue aprovechado por los mariscales José de La Mar y Agustín Gamarra que orquestaron un golpe de Estado contra el mariscal Antonio José de Sucre, llevando a que Simón Bolívar le declarara la guerra a Perú, en esta campaña acompañó al general Juan José Flores en la batalla del Portete de Tarqui derrotando al mariscal José de la Mar, la guerra se vio finalizada con el tratado de Guayaquil y el golpe de Estado de Agustín Gamarra sobre José de la Mar.

## Dominación Floreana
Dada la guerra con Perú sumado a una fuerte discordia ideológica entre los precursores de la independencia y una severa crisis económica provocó la eminente desaparición de la Gran Colombia, tras el asesinato del mariscal Antonio José de Sucre y el fallecimiento de Simón Bolívar el Distrito del Sur se convirtiera en el Estado del Ecuador con el general Juan José Flores como su primer presidente, ahora bajo el gobierno de Juan José Flores se enlisto en las filas militares de los generales Tomás Carlos Wright y Antonio Martínez Pallares.

### Guerra del Cauca
Durante el primer gobierno del presidente Juan José Flores el país enfrentó su primera guerra internacional contra la República de la Nueva Granada precedida por el general José María Obando, en consecuencia a la separación de la Gran Colombia y el respeto territorial de la Real Audiencia de Quito sobre la ley territorial de la Nueva Granada,participó en los batallones del general Antonio Martínez Pallares y el coronel Fernando Ayarza, en una campaña que duró dos años el ejército ecuatoriano sería derrotado por las fuerzas del general José Hilario López, ocasionando que el territorio del Cauca sea anexado a Nueva Granada por medio de la firma del Tratado de Pasto.

### Revolución de los Chihuahuas
Para su primer mandato el presidente Juan José Flores enfrentó la fuerte oposición de los grupos liberales y las elites criollas de Guayaquil,tras la derrota en la guerra del Cauca, la represión de los opositores como el fusilamiento del general Luis Urdaneta, esto llevó a que el abogado Vicente Rocafuerte creará un Jefatura Suprema en Guayaquil con el apoyo del abogado José Joaquín de Olmedo y el general Antonio Elizalde,acompañando al general Antonio Martínez Pallares y el coronel Juan Otamendi participó en las ejecuciones contra los militares Francisco Hall, José María Sáenz y Pedro Mena,tras disolver la Jefatura Suprema de Vicente Rocafuerte, el abogado José Félix Valdivieso buscando anexar el país a la república de Nueva Granada creó una nueva Jefatura Suprema, esto llevó a que el presidente Juan José Flores realizará una alianza con Vicente Rocafuerte para derrotar y unificar al estado ecuatoriano, aquí participó en la Batalla de Miñarica derrotando al ejército del general Isidoro Barriga.

### Gobierno de Vicente Rocafuerte
Restablecida la estabilidad institucional en el país y ahora con el apoyo político del presidente Juan José Flores, el abogado Vicente Rocafuerte sería posicionado como nuevo presidente del país, en este mandato formó parte de la división del ejército de Quito por el coronel Fernando Ayarza,aquí sería ascendido al cargo de capitán siendo un militar de gran renombre y destacado por las autoridades.

## Época Marcista
Durante el gobierno de Vicente Rocafuerte y el segundo mandato de Juan José Flores, no se había distinguido por formar parte de una tendencia ideológica, aunque se alineaba por los liberales llegando a ser amigo personal del jurista Juan Borja y Lizarzaburu, siendo criticado por el doctor Gabriel García Moreno y el periodista Pedro Moncayo.

### Revolución Marcista
Para su último mandato el presidente Juan José Flores había anunciado una nueva carta magna conocida como la Carta de la Esclavitud siendo recibida con fuerte rechazo por todos los sectores del país, siendo aprovechado por el abogado José Joaquín de Olmedo con los terratenientes Diego Noboa y Vicente Ramón Roca, quienes iniciaron un proceso revolucionario contra el presidente Juan José Flores, aquí apoyo al ejército de los generales José María Urbina y Antonio Elizalde derrotando al ejército del presidente comandado por Antonio Martínez Pallares, Tomás Carlos Wright, Juan Otamendi y Secundino Darquea.

### Gobierno de Vicente Ramón Roca
Con el presidente Juan José Flores derrocado y exiliado, fue galardonado como un héroe de batalla por el combate en Elvira, a pesar de éxito de la revolución las disputas internas entre José Joaquín de Olmedo con Vicente Ramón Roca y Diego Noboa en las elecciones presidenciales de 1845,en este contexto formó parte de las expediciones del general Fernando Ayarza en los intentos de reconquista militar del expresidente Juan José Flores y del presidente José Hilario López, del mismo modo sería víctima de varios ataques en la prensa por parte del doctor Gabriel García Moreno, su cuñado Roberto Ascázubi y el periodista Pedro Moncayo,ganándose la enemistad de Gabriel García Moreno por las críticas como respuesta que su amigo Juan Borja y Lizarzaburu en su contra.

### Revolución 17 de julio
Una vez finalizado el gobierno de Vicente Ramón Roca el terrateniente Diego Noboa asumió la presidencia en medio de un nuevo caos institucional cuando su mandato fue golpeado por la oposición del general Antonio Elizalde,aunado a una amenaza de guerra después de que el presidente Diego Noboa autorizará el regreso de la Compañía de Jesús y apoyará a unos guerrilleros conservadores opositores al gobierno del general José Hilario López,en este contexto el general José María Urbina dio inicio a un golpe de Estado en contra de Diego Noboa, aquí apoyando a José María Urbina contribuyó junto al general Fernando Ayarza y coronel Secundino Darquea en el derrocamiento del presidente, lo que llevó al poder a José María Urbina y la deposición de los conservadores.

### Gobierno de José María Urbina y Francisco Robles
Con el derrocamiento del presidente Diego Noboa, dio su lealtad absoluta al general José María Urbina siendo uno junto al general Fernando Ayarza los comandantes de la brigada militar de Quito y el ejército de los Tauras, aquí tuvo una participación activa en la política del congreso apoyando a Manuel Gómez de la Torre, Manuel Bustamante y Teodoro Gómez de la Torre, para el gobierno del presidente Francisco Robles cumplió el rol de edecán y siendo parte de la guardia general del Palacio de Carondelet.

## Crisis Nacional 1858 - 1860
En el mandato del presidente Francisco Robles tuvo lugar una de las peores crisis del país, cuando en un intento de pagar la deuda de la independencia con la Reina Victoria de Gran Bretaña cedió el control territorial del departamento de Jaén y Maynas,provocando que el presidente de Perú el mariscal Ramón Castilla ordenará el bloqueo de los puertos de Guayaquil y rompiera las relaciones con el ecuador, argumentando que el presidente Francisco Robles buscaba reconquistara militarmente territorio peruano.

### Guerra civil 1859 - 1860
En medio del caos institucional el presidente Francisco Robles cambió la capital de la república a Riobamba para detener la invasión del presidente Ramón Castilla, en medio de este panorama el país entre en la turbulencia cuando se hizo público que el presidente Ramón Castilla en mutuo acuerdo con el presidente Tomás Cipriano de Mosquera buscaban repartirse territorio ecuatoriano,aquí apoyando al comandante Francisco Darquea intentaron tomar preso al presidente Francisco Robles sin embargo serían derrotados por el general Guillermo Franco quien asesinó al comandante Francisco Darquea, tras la derrota él y su ejército le juraron lealtad al gobierno disidente de Guillermo Franco, tras el exilio forzado de José María Urbina y Francisco Robles a Perú se desalineo del ejército de Guillermo Franco uniéndose al Gobierno Provisional de Quito del doctor Gabriel García Moreno, aquí tras la derrota del ejército del capitán Manuel Cerda en la Batalla de Quito,acompañó al general Secundino Darquea en la campaña en Cuenca donde derrotaron al ejército del general Fernando Ayarza, posteriormente fue parte del ejército del expresidente Juan José Flores en la toma de Babahoyo y la batalla de Guayaquil que puso fin a la crisis institucional restableciendo un nuevo mandato bajo las órdenes de Gabriel García Moreno.

## Época Garciana
Dada por finalizada la guerra civil el país dio comienzo un nuevo periodo conocido como la época de dominio conservador, aquí asumió el cargo del general de brigada de la ciudad de Quito siendo además condecorado por Roberto Ascázubi y Manuel Gómez de la Torre por su participación militar.

### Guerra colombo-ecuatoriana
Durante el primer gobierno de Gabriel García Moreno la Confederación Granadina sufrió un conflicto civil conocido como la guerra de las soberanías entre el bando liberal del general Tomás Cipriano de Mosquera contra abogado Mariano Ospina Rodríguez en medio de este conflicto,el país enfrentó en una nueva guerra cuando el presidente Gabriel García Moreno declaró el estado de guerra contra el poeta Julio Arboleda, aquí participó en la batalla de Tulcán que terminó en una dura derrota del ejército ecuatoriano dónde a través de un tratado la Confederación Granadina tomaba control de Pasto como Nariño, sin embargo tras la muerte y derrocamiento de Julio Arboleda a manos del general Tomás Cipriano de Mosquera, el presidente Gabriel García Moreno rechazó el tratado y envió al general Juan José Flores al territorio de Tumaco para reconquistar el departamento de Pasto, aquí participó en la batalla del Puente de Malavar derrotando al ejército de Tomás Cipriano Mosquera y la batalla de Cuaspud, donde ajeno a sus advertencias como recomendaciones el general Juan José Flores envió a su ejército hacia al pantano de Cuaspud siendo esto aprovechado por Tomás Cipriano de Mosquera que lo derrotó aplastantemente en la batalla de Cuaspud poniendo fin a la guerra y con la proclamación del Tratado de Pinsaqui.

### Enemistad con el gobierno
A pesar de formar parte del ejército ecuatoriano no dudo en mostrar su oposición contra el presidente Gabriel García Moreno, llegando a discutir por sus acciones por ordenar la captura de soldados liberales, similar al coronel Ignacio de Veintimilla protesto agresivamente por la flagelación del general Fernando Ayarza,la represión política en contra del coronel José María Vallejo, el capitán José María Robles y su amigo Juan Borja,después de la guerra con Colombia su relación con García Moreno se había deteriorado debido a que este lo culpó de la derrota en las batallas de Tulcán y Cuaspud,omitiendo que las derrotas se dieron por la mala estrategia de ataque de García Moreno y el general Juan José Flores,también se llegó a enemistar con los generales Secundino Darquea y Francisco Salazar siendo visto por los sectores conservadores del gobierno como un peligro por su lealtad a los sectores liberales, a pesar de contar con el apoyo de Antonio Borrero y Manuel Gómez de la Torre, no negó en mostrar su inconformidad con las acciones del presidente.

### Golpe de Estado 1864
Para el 23 de junio de 1864 aprovechando su influencia en el ejército ecuatoriano, el descontento de la población por la guerra con Colombia y con la ayuda de varios partidarios liberales, buscaron con el apoyo externo del expresidente José María Urbina tomarse el cuartel general de la artillería de Quito para asesinar al presidente Gabriel García Moreno y al general Juan José Flores, de ese modo proclamarse Jefe Supremo,sin embargo dado que el 5 de junio de ese mismo año el presidente García Moreno sufrió un fallido golpe de Estado en Manta a manos de un grupo rebeldes en los que estaba un joven soldado Eloy Alfaro que intentaron tomar prisionero al general Francisco Salazar, por medio del capitán Julio Sáenz estuvieron atentos de un posible ataque y al ser reportado el golpe fue un fracaso lo que le llevó a huir de la ciudad de Quito.

### Muerte
Tras el fallido golpe de Estado en el que estaba involucrado su amigo Juan Borja,se mantuvo en la clandestinidad hasta que el 29 de agosto de 1864 fue capturado en un rápido juicio donde en general Antonio Martínez Pallares se negó a declararle a pena de muerte y renunció a su cargo, a pesar de que su cuñado Roberto Ascázubi junto a Manuel Gómez de la Torre buscaron cambiar la pena, por decisión del presidente Gabriel García Moreno y por orden directa de Manuel de Ascázubi fue condenado a la pena del fusilamiento,sería fusilado en la plaza de la iglesia de Santo Domingo frente a su familia y un encadenado Juan Borja,su muerte tuvo como consecuencia que el general José María Urbina diera inicio otro intento de golpe de Estado el 17 de septiembre de ese año donde asesinaron al general Juan José Flores.